# Flugunfall bei Ulrichstein 1948
Der Flugunfall bei Ulrichstein 1948 ereignete sich am 12. Februar 1948. An diesem Tag wurde eine Douglas DC-3/C-53DO der Det Danske Luftfartselskab, die sich auf einem internationalen Linienflug von Kopenhagen über Frankfurt am Main nach Zürich befand, am Ende des ersten Flugabschnitts bei Ulrichstein (Hessen) bei einer Notlandung in ein Waldstück (nach anderen Angaben auf ein Feld) des Vogelsbergs geflogen. Bei dem Unfall kamen 12 der 21 Insassen an Bord ums Leben.

## Maschine
Das Flugzeug war eine Douglas DC-3, die während des Zweiten Weltkrieges als militärischer Flugzeugtyp Douglas C-53-DO im Werk der Douglas Aircraft Company in Santa Monica, Kalifornien gebaut und im Jahr 1942 mit der Seriennummer 7330 und dem militärischen Luftfahrzeugkennzeichen 42-15535 an die United States Army Air Forces (USAAF) ausgeliefert wurde. Nach dem Krieg wurde die C-53 als Überbestand der USAAF kategorisiert und ausgeflottet. Die Maschine wurde anschließend im Jahr 1946 an die Det Danske Luftfartselskab verkauft, zu einer zivilen DC-3 umgebaut und ging mit dem Luftfahrzeugkennzeichen OY-DCI in den Betrieb über. Das zweimotorige Mittelstreckenflugzeug wurde von zwei Doppelsternmotoren Pratt & Whitney R-1830-92 Twin Wasp mit je 1.200 PS Leistung angetrieben.

## Insassen
Den Flug auf dem ersten Flugabschnitt hatten 17 Passagiere angetreten. Es befand sich eine vierköpfige Besatzung an Bord.

## Unfallhergang
Während sich die Maschine unter widrigen Wetterbedingungen im Anflug auf den Flughafen Frankfurt am Main befand, informierten die Piloten die Flugsicherung, dass es an der Maschine zu einem Triebwerksversagen gekommen war. Da der Kapitän nicht in der Lage war, die Sicherheitsflughöhe zu halten, sah er sich gezwungen, eine Notlandung durchzuführen. Die Piloten hielten Ausschau nach einer geeigneten Landestelle. Es kam um 13:25 Uhr Ortszeit zu einer Bruchlandung in einem Waldstück (nach anderen Angaben auf einem Feld) bei Ulrichstein, etwa 70 km nordöstlich des Flughafens Frankfurt am Main. Beim Aufprall wurde eine Tragfläche abgeschert, wodurch ein Loch im Rumpf entstand, durch das einige Passagiere die Maschine zügig verlassen konnten. Alle vier Besatzungsmitglieder und acht Passagiere kamen jedoch ums Leben.